# Luis Carlos Ochoa Tobón
Luis Carlos Ochoa Tobón (Cisneros, 25 de marzo de 1969) es un administrador de empresas y político colombiano que se desempeñó como Alcalde de Cisneros desde 2004 al 2007 y actualmente es Congresista de la Cámara de Representantes de Colombia.

## Formación académica
Ochoa Tobón es Administrador de empresa de la Universidad Pontificia Bolivariana. Especialista en Gerencia de la Universidad Pontificia Bolivariana, y especialista en Gestión Ambiental de la Universidad Pontificia Bolivariana, Tecnólogo en Costos y Auditoria, actualmente estudiante de Maestría en Gobierno y Políticas Públicas.

## Trayectoria laboral y política
Ha ocupado importantes cargos en el sector público entre los que se puede mencionar: Subdirector Administrativo y Financiero de los hospitales de Cisneros, Sabanalarga y Sopetran, asesor Financiero del Hospital de Urrao, director Local de Salud de Turbo, director Territorial de Corantioquia, donde lidero importantes proyectos encaminados a la protección del medio ambiente y nuestros recursos naturales, presidente del directorio Liberal Departamental de Antioquia, donde ha liderado importantes debates para democratizar el Partido Liberal Colombiano, alcalde de Cisneros, 2004-2007, donde fue reconocido por El Departamento de Planeación Nacional con el premio al mejor Plan de Desarrollo de Antioquia y el cuarto del País Y fue elegido actualmente como Congresista en la Cámara de Representantes de Colombia durante el periodo 2022 - 2026, fue Diputado de la Asamblea Departamental de Antioquia, durante el periodo 2016 - 2019 y reelegido para el periodo 2020 - 2023, obteniendo la mayor votación en la historia.
Actualmente es ponente de un proyecto radicado en la cámara de representantes, donde en uno de sus artículos, pretende realizar un aforo sobre las motocicletas que pasen por los peajes, presuntamente para imponer en un futuro, pago de peajes a dichos vehículos. Colombia es el único país en Latinoamérica donde las motocicletas no pagan peaje y dado que la mayoría de conductores de motocicleta son personas de bajos recursos y Colombia es uno de los países con mayor desigualdad social 
en la región, este presunto impuesto contribuiría aún mas a empobrecer un sector considerable de la población colombiana.